# Минехаха
Окръг Минехаха (на английски: Minnehaha County) е окръг в щата Южна Дакота, Съединени американски щати. Площта му е 2107 km², а населението - 188 616 души (2017). Административен център е град Сиукс Фолс.